# Tourisme dans la région autonome du Tibet

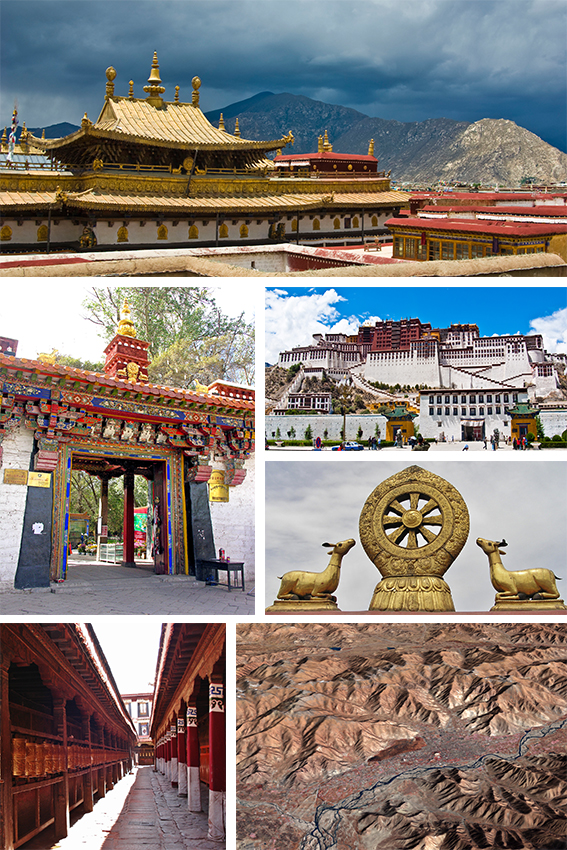
Montage

La république populaire de Chine mise sur le tourisme pour développer la région autonome du Tibet, l'une des subdivisions administratives les plus pauvres de la Chine.
Après s'être ouverte aux touristes étrangers en 1979, la région autonome du Tibet en reçut 300 en 1980, 2 000 en 1984 et 28 000 en 1994. En 2004, le chiffre grimpa à 1,1 million de visiteurs, en 2005 à 1,6 million et en 2007 à 4 millions. Cette expansion du tourisme a toutefois connu un premier recul à la suite des troubles de la fin des années 1980 – le chiffre des touristes retombant de 43 000 en 1987 à 3 000 en 1989 – puis, selon l'agence Chine nouvelle, une régression du fait des émeutes de Lhassa et des troubles au Tibet en 2008 et de leurs effets (seulement 2 246 400 visiteurs), le Tibet ayant été fermé en particulier aux touristes de mars à juin cette année‑là.
Entre janvier et juillet 2009, plus de 2,7 millions de touristes ont visité la région, soit trois fois plus que durant la même période de 2008, a indiqué le Quotidien du Tibet, pour un revenu de 2,29 milliards de yuans.
En 2010, la région a accueilli 6,85 millions de touristes chinois et étrangers, dégageant des revenus de 7,14 milliards de yuan (11 milliards de dollars), soit 14 % de son produit intérieur brut.
Pour l'année 2012, à la date du 30 novembre, la région autonome du Tibet a reçu 10,34 millions de visiteurs venant d'autres régions de Chine ou de l'étranger, contre 8,69 millions en 2011. Près de 300 000 personnes sont employées dans le secteur touristique régional.
En 2017, le Tibet a reçu plus de 25 millions de touristes.
Les touristes souhaitant visiter le Tibet doivent voyager dans un groupe organisé par une agence de voyages, avec un visa touristique.

## L'expansion touristique

### Années 1980
Au milieu des années 1980, le Tibet s’ouvre au tourisme, les voyageurs peuvent entrer en Chine en franchissant la frontière népalaise en de nombreux points, il n’y a plus de contrôle du gouvernement central ni d’obligation de passer par Pékin. Cette ouverture, inégalée presque partout dans les régions himalayennes si l'on excepte certaines parties du Népal, s'arrête temporairement du fait des émeutes d'octobre 1987 à Lhassa.
Selon Vegard Iversen, le développement de l'industrie du tourisme a été freiné par la présence de l'État chinois au Tibet. Alors qu'au Népal, les revenus de ce secteur atteignaient plus de 24 % des revenus des échanges extérieurs en 1985-1990, le  nombre de touristes étrangers ayant visité le Tibet entre 1985 et 1989 était de 23 000 contre 273 000 en 1991 au Népal, où les revenus de cette industrie étaient de 73 millions de dollar US.

### Années 1990

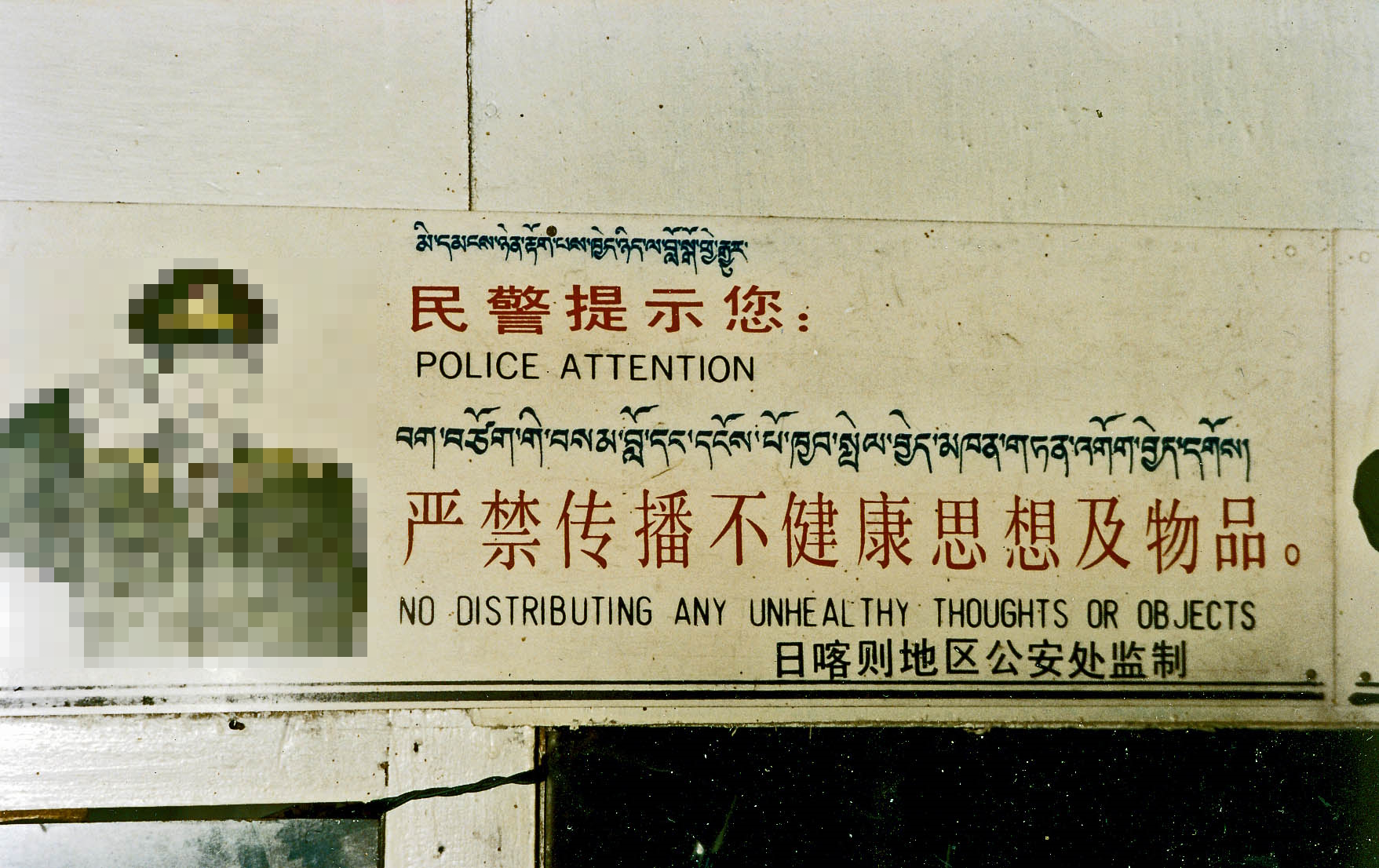
Panneau trilingue (tibétain - chinois - anglais) au-dessus de l'entrée d'un petit café à Nyalam en 1993 (« Notification de police : Interdiction de répandre des pensées ou des objets malsains »)

Dans l'ouvrage Le Tibet est-il chinois ?, publié en 2002, il est suggéré que le faible pourcentage d'étrangers (10 %) serait dû aux prix élevés demandés et au niveau médiocre des hébergements de la région.

### Années 2000

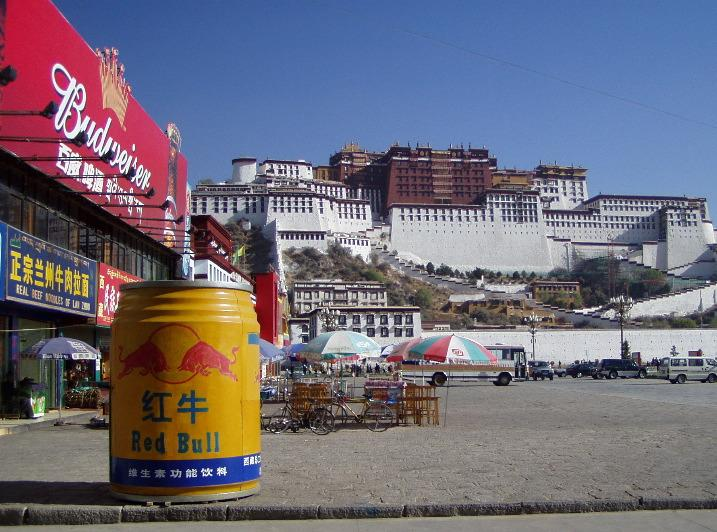
Canette de Red Bull et magasins sur le côté ouest de la place de la libération pacifique, démolis en 2005 et remplacés depuis par un espace vert.

En 2002, Robert Barnett considère : « dire que le Tibet est ouvert aux touristes est fallacieux ». Les accès sont limités à Lhassa, Shigatsé et aux voies d'accès au Népal et au Qinghai.
Selon le gouvernement de la région autonome, près de 3 millions de touristes, chinois à 90 %, devaient visiter le Tibet en 2007, grâce notamment à l'ouverture de la ligne ferroviaire Qing-Zang reliant les villes de Golmud et de Lhassa.
Toujours d'après le gouvernement régional, la région autonome devait accueillir 6 millions de touristes du monde entier, d'ici 2010, ce qui devait rapporter au moins 6 milliards de yuans (770  millions de dollars) de revenus, au moins 12 % du produit intérieur brut de la région.

### Années 2010
En 2010, la région a accueilli 6,85 millions de touristes chinois et étrangers, dégageant des revenus de 7,14 milliards de yuan (11 milliards de dollars), soit 14 % de son produit intérieur brut.
L'année 2011 a vu la réalisation du premier office de tourisme à Lhassa.
Pour l'année 2013, la région autonome a accueilli 12,91 millions de toursites, contre 10,34 millions en 2012 et 8,69 millions en 2011. Près de 300 000 personnes sont employées dans le secteur touristique régional.
Une chambre de tourisme a été créée à Lhassa en 2014 à l'initiative de 30 sociétés touristiques privées, afin de promouvoir le tourisme dans la région.
En 2014, le Tibet a enregistré 15,53 millions d'entrées touristiques (+ 23,5 % par rapport à 2013), dont 15,29 millions de l'intérieur du territoire national (+20,5 %) et 244 400 de l'étranger (+9,5%).
Dans un souci de développement du tourisme, près de 4 milliards d’euros sont investis dans la construction d'un énorme parc touristique dans les alentours de Lhassa, qui permettra d'accueillir cinq millions de visiteurs supplémentaires en 2015. Le parc sera construit autour du personnage historique de Wencheng, une princesse chinoise du VIIe siècle, qui avait épousé le roi tibétain de l’époque.
En 2017, le Tibet a reçu plus de 25 millions de touristes. Leur séjour a rapporté 37,9 milliards de yuan (soit environ 6 milliards de dollars américains).

## Les transports

### Mise en service du chemin de fer Qinghai-Tibet
La nouvelle ligne ferroviaire Qinghai-Tibet, dite « le Train du Toit du monde », est l'instrument principal du tourisme tibétain. Grâce à elle et en quarante-huit heures, 4 561 km sont franchis pour environ 80 Euros. Ainsi les portes du Tibet sont ouvertes à l'immense classe moyenne chinoise. Pour faire connaître cette destination, le gouvernement chinois a engagé des campagnes de communication. Les Chinois ont rapidement adopté cette nouvelle destination et le Tibet est devenu à la mode. 90 % des touristes sont des Hans.
Au 1er juillet 2012, la ligne Qinghai-Tibet a transporté 52,76 millions de voyageurs depuis son entrée en service le 1er juillet 2006. En 2011, le nombre de voyageurs a atteint les 10,6 millions.

### Mise en service d'un vol direct Beijing-Lhassa
Depuis le 10 juillet 2009, un vol direct quotidien Beijing-Lhassa est assuré par le transporteur aérien Air China sur des Airbus A320. Le trajet prend 3 h 50 min, soit un gain de 2 heures par rapport à l'ancien vol qui nécessitait une correspondance à Chengdu, la capitale de la province du Sichuan.

## Aspects économiques

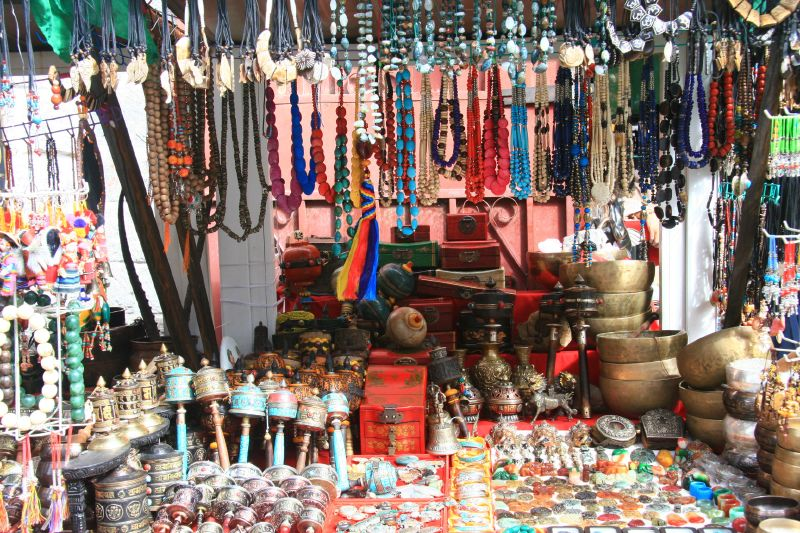
Boutique de souvenirs à Lhassa

Selon Anne-Marie Blondeau et Katia Buffetrille (2002), les bénéfices du tourisme vont essentiellement aux tour-opérateurs et peu aux Tibétains. Ainsi, pour les guides tibétains, la concurrence des Han est pénalisante : « En 2003, le gouvernement a remplacé près de 300 guides tibétains par des Chinois. De toute façon, le concours de guide se fait désormais en mandarin, éliminant d'office ceux qui ne le parlent pas », déclare une guide française de trekking. Certains guides chinois se feraient passer pour des Tibétains « pour faire plus typique ». Commentant le remplacement d'un guide tibétain par un guide han, l'écrivain canadien Lisa Carducci signale que « le guide travaillait illégalement, tandis que le Han avait suivi un cours, réussi les examens de rigueur (anglais, histoire, etc.), et obtenu son certificat de guide ».
Selon le site Tibet-Info.net, les Tibétains, favorables au tourisme, expriment toutefois certaines inquiétudes vis-à-vis de ce tourisme de masse, qui menace les équilibres écologiques et culturels de la région. L'ouverture du Tibet au tourisme est devenue un enjeu dépassant les simples considérations économiques.
L'essor économique de la région autonome permet de faire revivre l'artisanat traditionnel. Selon l'enseignant et écrivain australien Mark Anthony Jones, nombre de Tibétains trouvent désormais, dans la vente d'objets artisanaux et de produits culturels aux touristes, un revenu non négligeable. Ces divers produits rencontrent même le succès auprès des Tibétains eux-mêmes.
L'industrie chinoise profite de cet afflux de touristes chinois pour fabriquer et vendre des produits dont l'origine se retrouve dans l'artisanat tibétain. Selon Claire Goubier et Virginie Morel, deux journalistes de l'hebdomadaire Marianne, les touristes achètent des souvenirs d'ordre religieux mais « peuvent acheter des bouddhas dorés sous film plastique, des faux blousons de grandes marques internationales ou des copies de DVD. Les Chinois reconnus pour la qualité de leurs contrefaçons ne s'arrêtent pas là. L'artisanat tibétain est lui aussi fabriqué en série ! Les Chinois se sont mis à produire des objets tibétains. Sur le marché, il est difficile de reconnaître les produits authentiques ». Par ailleurs les Chinois profitent des coûts de main-d'œuvre très bas pour acquérir cet artisanat et l'exporter vers les grandes villes chinoises où l'art tibétain est devenu à la mode.

## Aspects culturels
En 2006, avec 16 000 visiteurs par jour lors des périodes de forte affluence, Lhassa est devenu un haut lieu touristique. L'été 2009 a vu arriver à Lhassa plus de 25 000 touristes par jour.
Depuis l'arrivée de la ligne de chemin de fer, le quota des entrées de visiteurs au palais du Potala, a été porté de 1 500 à 2 300 par jour de mi-avril à novembre, les billets étant réservables à l'avance et d'un prix élevé. Construit en bois, le palais est particulièrement fragile. Une régulation du nombre de visiteurs est nécessaire afin de sauvegarder le site. La prise de photos est proscrite et toutes les salles sont équipées de détecteurs de mouvement et de caméras vidéo.
Selon Anne-Marie Blondeau et Katia Buffetrille (2002), les Han, qui forment 90 % des touristes, sont attirés par la curiosité à l'égard d'une culture exotique mise en avant par la publicité, le Tibet y est « présenté peu ou prou comme une réserve d'Indiens, avec ses beautés naturelles et ses vestiges archéologiques et non comme un pays vivant ». Le phénomène de folklorisation de la culture tibétaine est ainsi accentué. La culture tibétaine avec l’industrie du tourisme, devrait devenir « une marchandise adaptée aux besoins de l’économie socialiste de marché ».

## Restrictions pour les touristes étrangers
Le Tibet est périodiquement fermé aux touristes étrangers. Quand les étrangers souhaitent s'y rendre, ils ont besoin de permis spéciaux et doivent obligatoirement voyager en groupe selon un itinéraire autorisé préalablement.

### Impact des troubles de la fin des années 1980
En 1987, on dénombra 43 000 touristes. Les troubles d’octobre 1987, de mars 1988 et de mars 1989 entraînèrent un arrêt du tourisme individuel et une importante diminution du nombre de touristes. Le nombre de touristes en 1989 fut inférieur à 3 000.
En particulier, en 1989, la loi martiale décrétée le 7 mars 1989 fut maintenue 13 mois, et les journalistes et les étrangers furent expulsés,.
Robert Barnett indique que la police a fait preuve d'une « violence considérable pour expulser ou menacer les étrangers », ainsi une Hollandaise a reçu une balle dans l'épaule en décembre 1988.

### Impact des troubles de mars 2008
Après les troubles au Tibet en 2008, le Tibet a été fermé aux touristes et journalistes étrangers du 19 mars au 26 juin 2008. Toutefois, en décembre 2008, il était encore interdit aux journalistes du Monde et à d’autres médias basés en Chine.
L'économie locale, dont le moteur est le tourisme, a été gravement affectée par les émeutes de mars 2008, déclare Doje Cezhug, le maire de Lhassa. La ville a reçu 1 350 000 touristes en 2008, soit moitié moins qu'en 2007, et les revenus engendrés par le tourisme ont baissé de 58,6 %. Les recettes des agences de tourisme n’atteignant que 12 % de celles de 2007. Pour l'ensemble de la région autonome, le nombre de touristes en 2008 s'est élevé à 2,25 millions, soit une baisse de 44 %, tandis que les recettes chutaient de plus de moitié.
Fin février 2009, à l'approche de la nouvelle année tibétaine, les autorités ont fait annuler tout voyage de touristes dans les zones tibétaines pour plusieurs semaines. Cependant la Chine a autorisé à nouveau la venue des touristes étrangers à compter du 5 avril 2009 mais ces derniers doivent solliciter et obtenir une autorisation spéciale en plus du visa habituel.
En mars 2011, le Tibet est de nouveau fermé aux touristes étrangers. Zhang Qingli le chef du comité du parti communiste chinois a déclaré que cette interdiction d'accès était due principalement à l'actuel climat froid de l'hiver, qui présente des risques pour la sécurité, mais aussi à la commémoration du 60e anniversaire de la libération pacifique du Tibet, qui accentue les pressions sur le nombre limité d'hôtels de la région.

### Fermeture aux touristes étrangers (2012)
Alors que plusieurs Tibétains se sont immolés depuis mars 2011, la Chine a décidé de fermer la région autonome aux touristes étrangers en mai 2012. Cependant, les touristes en région autonome étant principalement chinois, la mesure n'a pas de grandes  répercussions sur l'industrie touristique. Par ailleurs, les touristes occidentaux peuvent encore aller dans les autres territoires autonomes tibétains de la Chine, par exemple dans la préfecture autonome tibétaine dans la province du Sichuan.

## Principaux points d'intérêt
L'industrie touristique tibétaine tire parti de l'attrait exercé par le bouddhisme tibétain et ses édifices religieux, les paysages spectaculaires de l'Himalaya et la flore et la faune propres aux hautes montagnes de l'Asie centrale.
Lhassa, capitale de la région autonome du Tibet, présente des monuments inscrits sur la liste du patrimoine mondial de l'UNESCO. En 1994 a été inscrit sur cette liste le palais du Potala. Ce palais a été construit par le cinquième dalaï-lama, Lobsang Gyatso (1617-1682), il fut notamment le lieu de résidence principal des dalaï-lamas qui lui succédèrent, jusqu'à la fuite de quatorzième dalaï-lama en Inde après l'échec du soulèvement tibétain de 1959. La place de la libération pacifique du Tibet où se dresse le Monument de la libération pacifique du Tibet se situe au pied du Potala, dont l'accès piéton est aujourd'hui possible grâce à un passage souterrain décoré à la tibétaine. la place de la libération pacifique est le théâtre de fréquentes cérémonies et festivals comme la cérémonie de hissage du drapeau national et la célébration de la Journée d'émancipation des serfs au Tibet. En 2000 et 2001, le Temple de Jokhang et le Norbulingka ont été admis en extension du Potala sur cette liste du patrimoine mondial.
Dans le cadre de la promotion par le gouvernement autonome du tourisme rouge (en) au Tibet, d'autres sites d'intérêts ont été restaurés. Le Cimetière des martyrs de Lhassa et la résidence temporaire de Zhang Guohua, le commandant de la section 18 de l'Armée Populaire de Libération, construite dans le comté de Bomi alors que les troupes marchaient vers Lhassa en 1951, font partie de ces sites et permettent au visiteur de ressentir l'expérience des temps durs que leurs aïeux ont traversés et les sacrifices consentis afin que l'on puisse chérir la paix et la prospérité actuelles.
Malgré ces protections les autorités ont procédé à la destruction des anciens quartiers situés à proximité de ces monuments. Ces démolitions se sont effectuées rapidement et cela « en dépit de la convention signée avec l'Unesco qui cherche à respecter l'intégrité du cadre historique d'un lieu », et ont suscité critiques et oppositions en Chine comme à l'étranger.
Mettant en avant la nature des matériaux (pierre, bois et terre) de construction, l'insalubrité des maisons (basses, obscures et humides), l'absence de tout-à-l'égout et l'entassement des ordures, les risques sanitaires et d'incendie liés à l'exiguïté des ruelles, le gouvernement régional dit avoir pris des mesures pour réhabiliter le vieux quartier de Lhassa. Ainsi, de 2001 à 2004, 68 cours intérieures ont été restaurées.
Les principales villes :Lhassa, Shigatsé (avec le monastère de Tashilhunpo), Tsedang, Chamdo, Bayi, Shiquanhe, Nagchu (en).
Les sites : le lac Namtso qui culmine à 4 718 m au-dessus du niveau de la mer, il est le plus haut lac salé du monde, le Yumbulhakang qui est le plus ancien palais royal du Tibet.
Les sommets : L'Everest, le Makalu, le mont Kailash et le Lhotse.

## Galerie

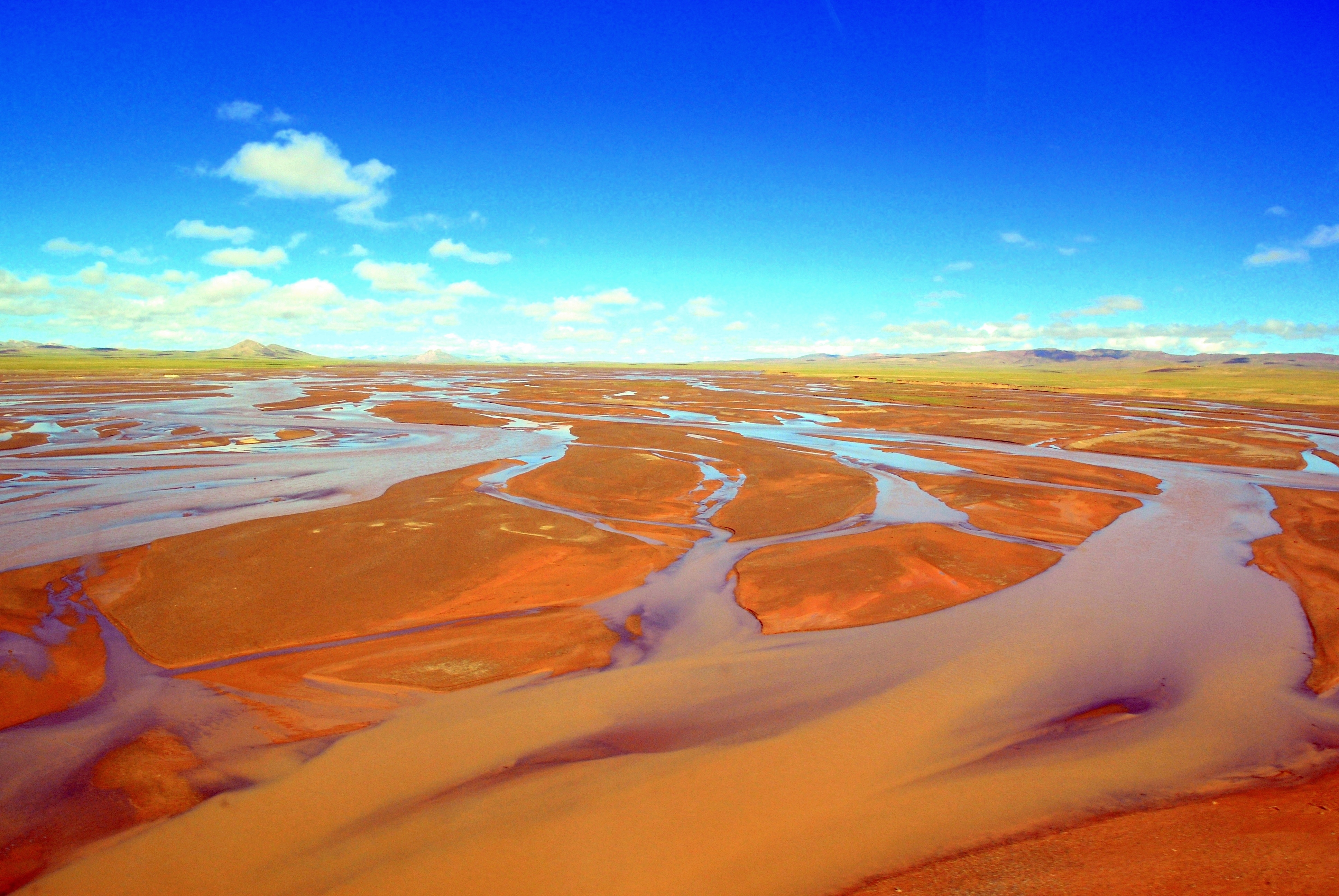
Le Yangtze vu du 1er pont sur la ligne ferroviaire Qing-Zang
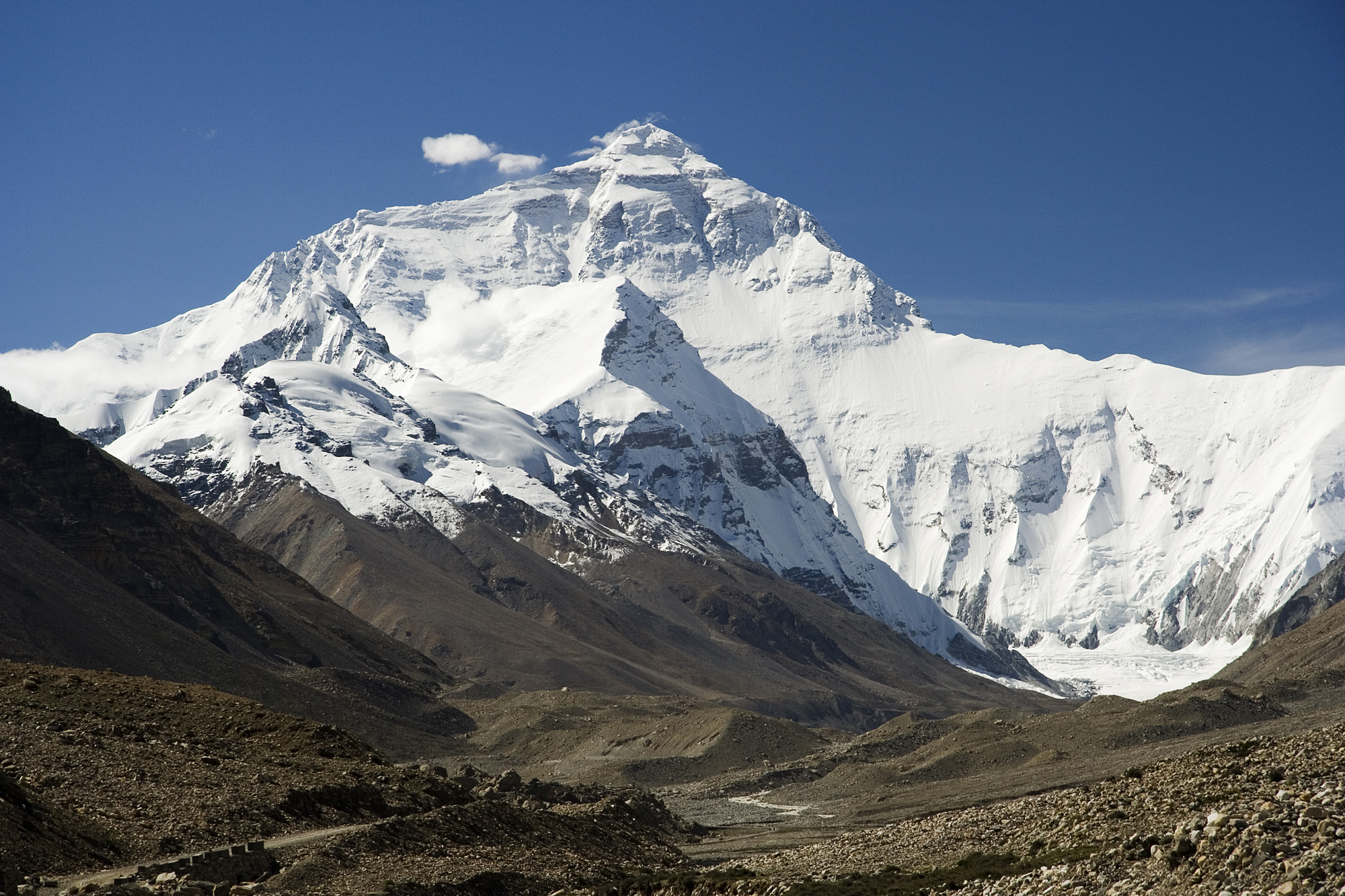
Le mont Everest
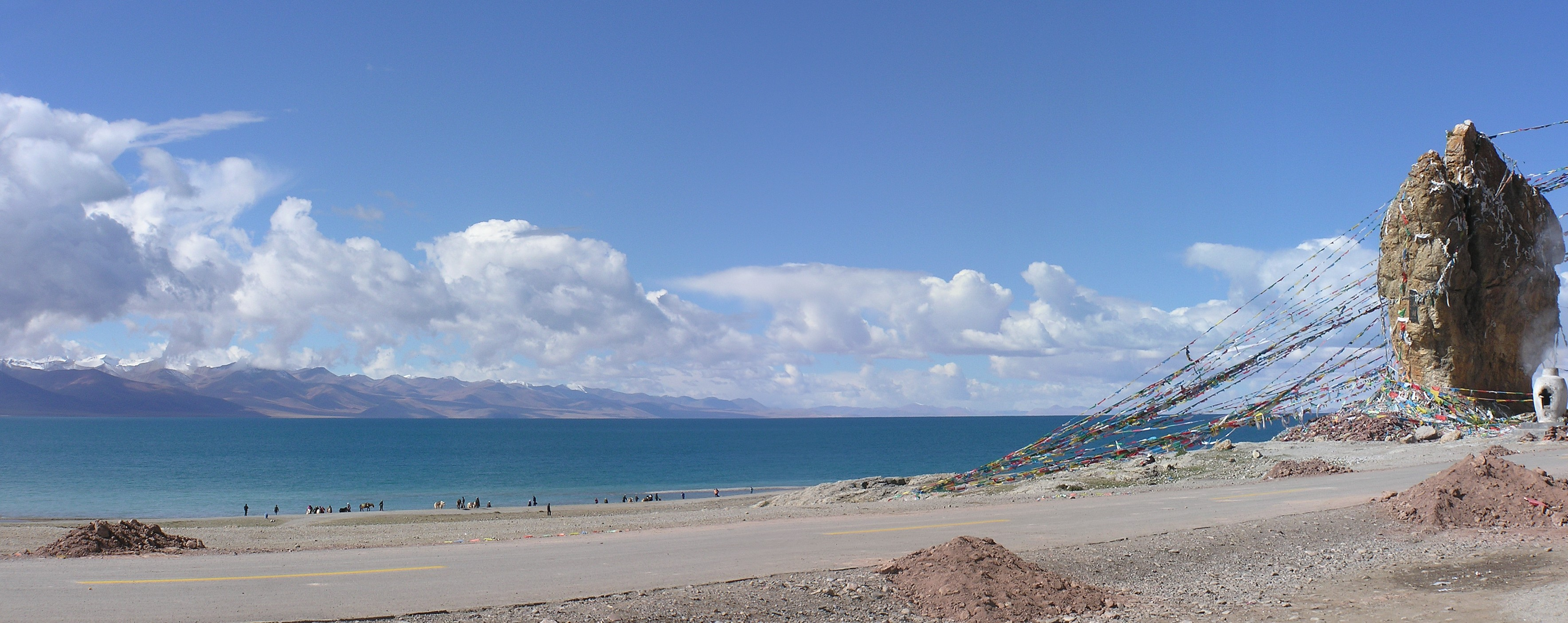
Le lac Namtso
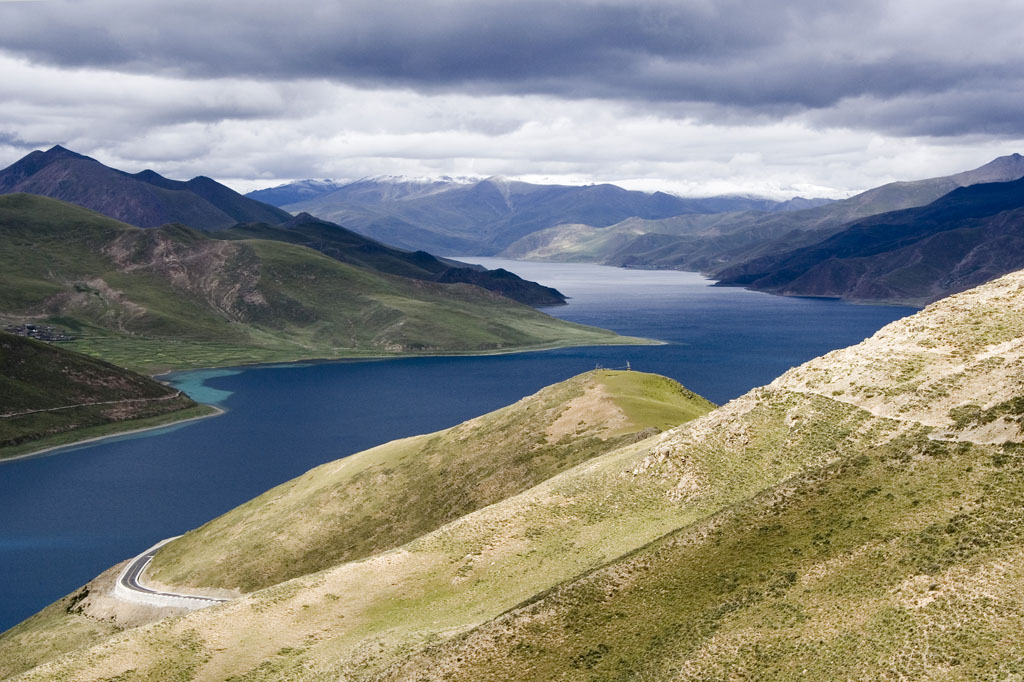
Le Yamdrok-Tso, l'un des trois plus grands lacs sacrés